# Филип Стојковић
Филип Стојковић (Ћуприја, 22. јануар 1993) је фудбалер који игра на позицији десног бека. Тренутно наступа за ЛАСК из Линца. У млађим категоријама је представљао Србију, а у сениорској конкуренцији представља Црну Гору.

## Клупска каријера
Стојковић је у млађим категоријама играо за Црвену звезду са којом је освојио титулу омладинског шампиона Србије, под командом тренера Владана Милојевића. Први професионални уговор са Црвеном звездом је потписао 16. јуна 2009. године. Након тога је играо на позајмици у српсколигашу Сопоту, а затим се вратио у Црвену звезду за чији први тим је дебитовао у сезони 2011/12. током тренерског мандата Роберта Просинечког. Те сезоне је наступио на једној првенственој утакмици док је у Купу Србије, који је Звезда освојила, излазио на терен три пута.
Играо је затим на позајмицама у Банату и Чукаричком, а управо је за тим са Бановог брда потписао 2013. године. Стојковић је био један од најзапаженијих првотимаца Чукаричког, са којим је, тада поново уз тренера Милојевића, освојио Куп Србије 2015. године. Био је два пута узастопно уврштен у најбољи тим сезоне Суперлиге Србије (2015, 2016). 
У јулу 2016. Стојковић је прешао у немачког друголигаша Минхен 1860 са којим је потписао вишегодишњи уговор. Минхен 1860 је у сезони 2016/17. испао из Цвајте а затим је и избачен у пети ранг такмичења након чега је Стојковић постао слободан играч. Стојковић је одиграо само осам лигашких утакмица за Минхен у сезони 2016/17. 
У јуну 2017. вратио се у Црвену звезду. У свом другом мандату у црвено-белом дресу је одиграо укупно 96 утакмица, постигао два гола и уписао 10 асистенција. Освојио је две шампионске титуле. У сезони 2017/18. са клубом је изборио пласман у шеснаестину финала Лиге Европе, док је у наредној 2018/19. сезони играо у групној фази Лиге шампиона. Почео је и сезону 2019/20. у дресу Црвене звезде и изборио поново пласман у Лигу шампиона, али је у завршници прелазног рока 2019. године прешао у Рапид  из Беча са којим је потписао трогодишњи уговор. Након три сезоне у Рапиду, Стојковић је потписао за ЛАСК из Линца.

## Репрезентација
У млађим категоријама Стојковић је играо за репрезентацију Србије. Са екипом до 19 година је играо на Европском првенству 2012. године у Естонији а са тимом до 21 године на Европском првенству 2015. у Чешкој.
Током 2016. године Стојковић је добио и прихватио позив да игра за репрезентацију Црне Горе.

## Трофеји

### Црвена звезда
- Суперлига Србије (2) : 2017/18, 2018/19.
- Куп Србије (1) : 2011/12.

### Чукарички
- Куп Србије (1) : 2014/15.